# El Centenillo (Jaén)
El Centenillo es una pedanía perteneciente al término municipal español de Baños de la Encina. Se encuentra a 17 kilómetros de La Carolina, en pleno corazón de Sierra Morena, en la provincia de Jaén. Tuvo su mayor esplendor en la primera mitad del siglo XX debido a la actividad minera.

## Historia

### Historia antigua
En el siglo II a. C. y hasta la caída del Imperio romano, las minas de El Centenillo ya daban su fruto, el plomo y la plata, ésta en menor medida. El descubrimiento de las antiguas labores mineras en la zona por los romanos se hizo a finales del siglo XIX por los ingleses, al realizar éstos nuevas prospecciones. La explotación de estas minas fue de las más importantes de la época romana en la provincia de Jaén. Actualmente, los restos de estas minas están prácticamente desaparecidos debido al gran expolio que se hizo en décadas pasadas por personas que no tenían conocimientos en arqueología, o, por el contrario, al saber de la importancia de lo descubierto se trasladó a museos, sobre todo británicos.

### Historia contemporánea
En el año 1867, los ingleses, que ya explotaban las minas de Linares, inician de nuevo los trabajos, creando la entidad “Sociedad Especial Minera Riogrande”, que posteriormente en el año 1886 se convierte en “Centenillo Silver Lead Mines Company Limited”, para pasar después a denominarse en 1898 “New Centenillo Silver Lead Mines Company Limited”, todas ellas con capital británico, después y debido a la presión de los impuestos ingleses en 1921 pasa a denominarse “Minas del Centenillo, S.A.", ya con capital español. 
El pueblo en su construcción tenía bastante parecido a un pueblo minero de la campiña inglesa, en sus edificaciones se emplean materiales de la zona, sobre todo la pizarra. La organización de la localidad estaba estructurada jerárquicamente, con construcciones de viviendas para solteros, para obreros casados, las destinadas a capataces y las zonas más lujosas para ingenieros y directivos.
Los servicios comunitarios tenían una gran importancia y, como la vivienda, estaban organizados por la empresa. Se contaba con hospital, farmacia, economato, mercado, iglesia católica e iglesia protestante, biblioteca, cuartel de la Guardia Civil y, para el ocio, cine de verano e invierno y un casino alrededor del cual giraba la vida social del pueblo. También tenía campo de fútbol y de tenis, como no podía ser de otra manera al haber habitantes ingleses.

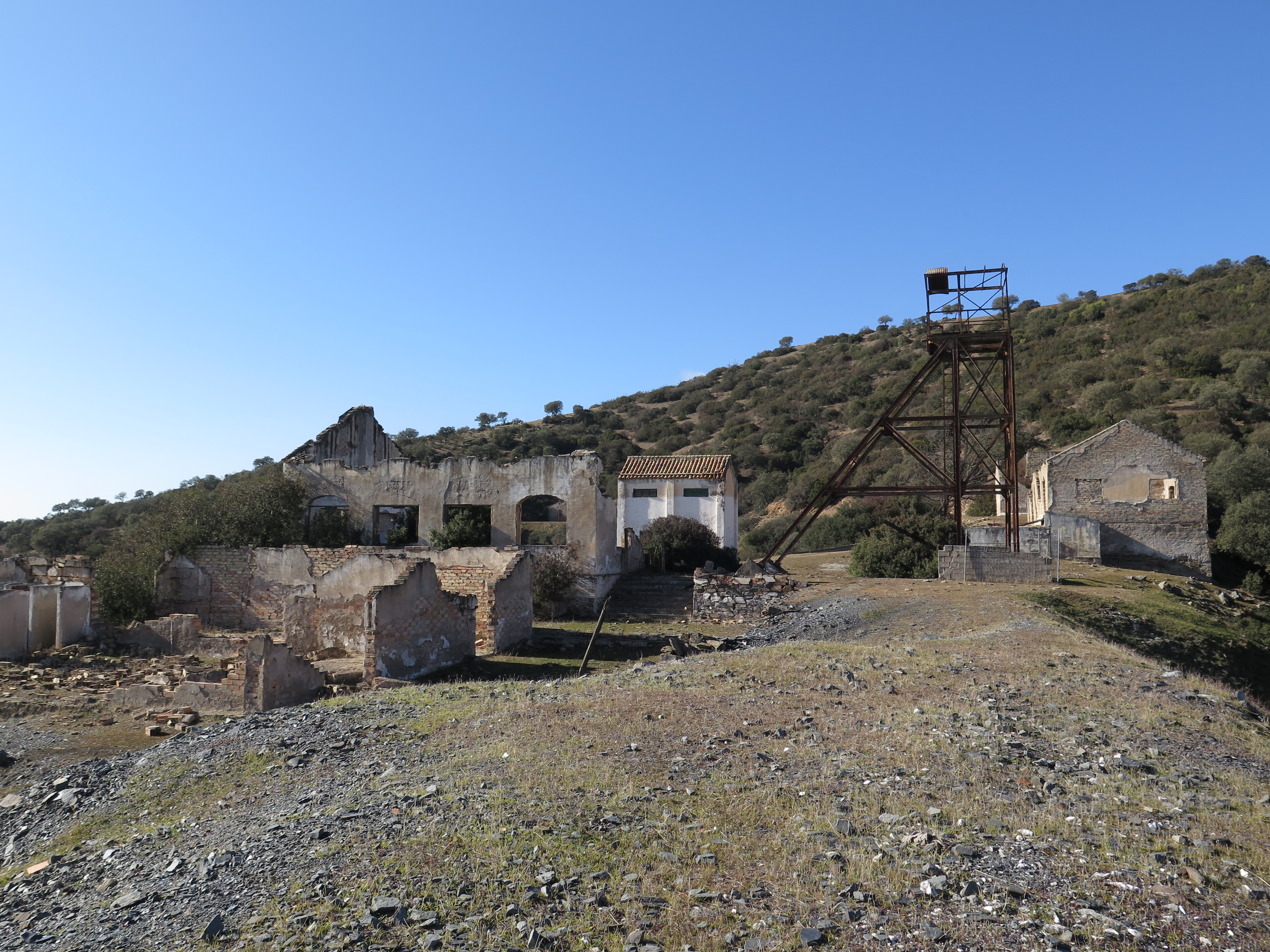
Mina abandonada cerca de El Centenillo

En 1953, “Minas del Centenillo S.A.” pasa a ser propiedad de la Sociedad Minero y Metalúrgica Peñarroya, que adquiere la mayoría de las acciones. La actividad de esta compañía duró diez años, los últimos con pérdidas, por lo que en 1964 se clausuraron las minas tras cien años de actividad. En total se extrajeron unas 800 000 Tm de plomo.
La empresa concesionaria desmontó la totalidad de la maquinaria y sólo quedaron en pie los edificios como testigos mudos a través del tiempo. Ahora, varios decenios después del cierre, debido al paso del tiempo y a la despreocupación de las distintas administraciones, las minas de plomo del Centenillo son un recuerdo.

## Actualidad
Actualmente El Centenillo es una zona de ocio y descanso y, debido al desarrollo de la actividad rural, tienen un gran auge, por encontrarse en un enclave privilegiado en el corazón de Sierra Morena, al que acuden cada vez más visitantes para descansar y pasear por sus tranquilas calles. Además, destaca por unos campamentos que dan vida y color con sus juegos, canciones y evangelio durante el periodo estival.